# 3327 Campins
A 3327 Campins (ideiglenes jelöléssel 1985 PW) a Naprendszer kisbolygóövében található aszteroida. Edward L. G. Bowell fedezte fel 1985. augusztus 14-én.